# Bogdan Pirnau

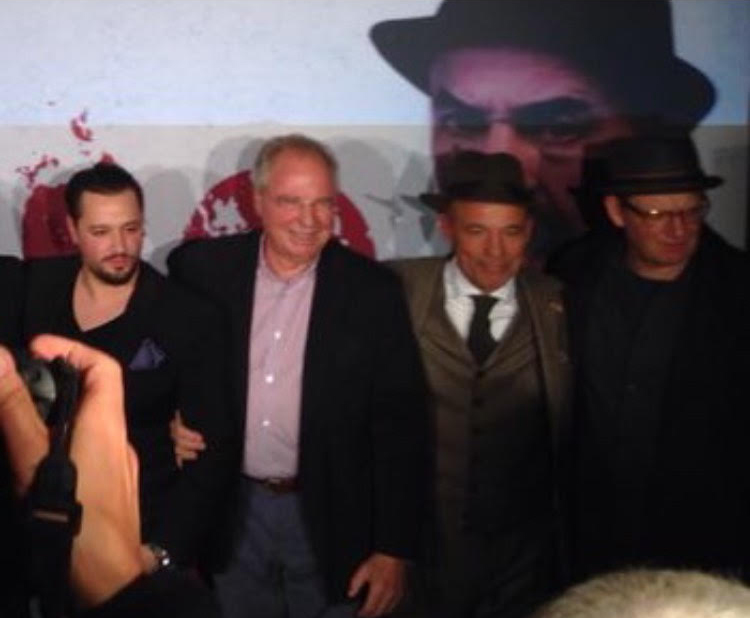
Bogdan Pirnau (links) neben Friedrich von Thun (Mitte links), Heiner Lauterbach (Mitte rechts) u. Nikolai Müllerschön (rechts), 2018

Bogdan Alexandru Pirnau (* 26. März 1988 in Caransebeș, Rumänien) ist ein deutsch-rumänischer Schauspieler und Comedian.

## Leben
Bogdan Pirnau ist der Sohn des Musikproduzenten Ion Petru Pirnau und dessen Ehefrau Doina Iordana. Nach dem Abitur am BRG Salzburg studierte er Schauspielkunst an der München-Film-Akademie.
Seine erste Filmarbeit, die Nebenrolle als rechte Hand von Martin Brambach mit Heiner Lauterbach, war Yussuf im Kinofilm Harms aus dem Jahr 2013 unter der Regie von Nikolai Müllerschön.
In Valentin Kruses Gangster-Drama Bogat hatte Bogdan 2016 eine größere Rolle als Hauptdarsteller Bogdan Bogat zusammen mit Florian Munteanu.
Seit 2011 arbeitet er als Schauspieler in Deutschland.

## Filmografie (Auswahl)
- 2009: 5 Tage
- 2010: Das Spiel
- 2011: Free Identity
- 2011: Harms
- 2011: Vergebung
- 2011: Fabio’s Versprechen
- 2012: Arrival
- 2012: Rastlos
- 2014: Endspiel
- 2014: Das Singspiel am Nockherberg
- 2014: Bauchladen
- 2015: Tatort – Klingelingeling
- 2015: Bogat
- 2016: Die Hütte (aka. Steinzeit)
- 2017: Killing in the Name of
- 2017: Es ist nie zu spät für eine schöne Vergangenheit
- 2018: Winterherz – Tod in einer kalten Nacht
- 2018: Raus
- 2019: Moment Idol

## Musikvideos
- 2015: Nick & June - Once in a life
- 2014: Le Thanh Ho - Zellophan